# Bloom (Lied)
Bloom ist ein Song von Troye Sivan, der am 2. Mai 2018 erschien und auch auf dem gleichnamigen Album des Singer-Songwriters enthalten ist, das am 31. August 2018 veröffentlicht wurde.

## Entstehung

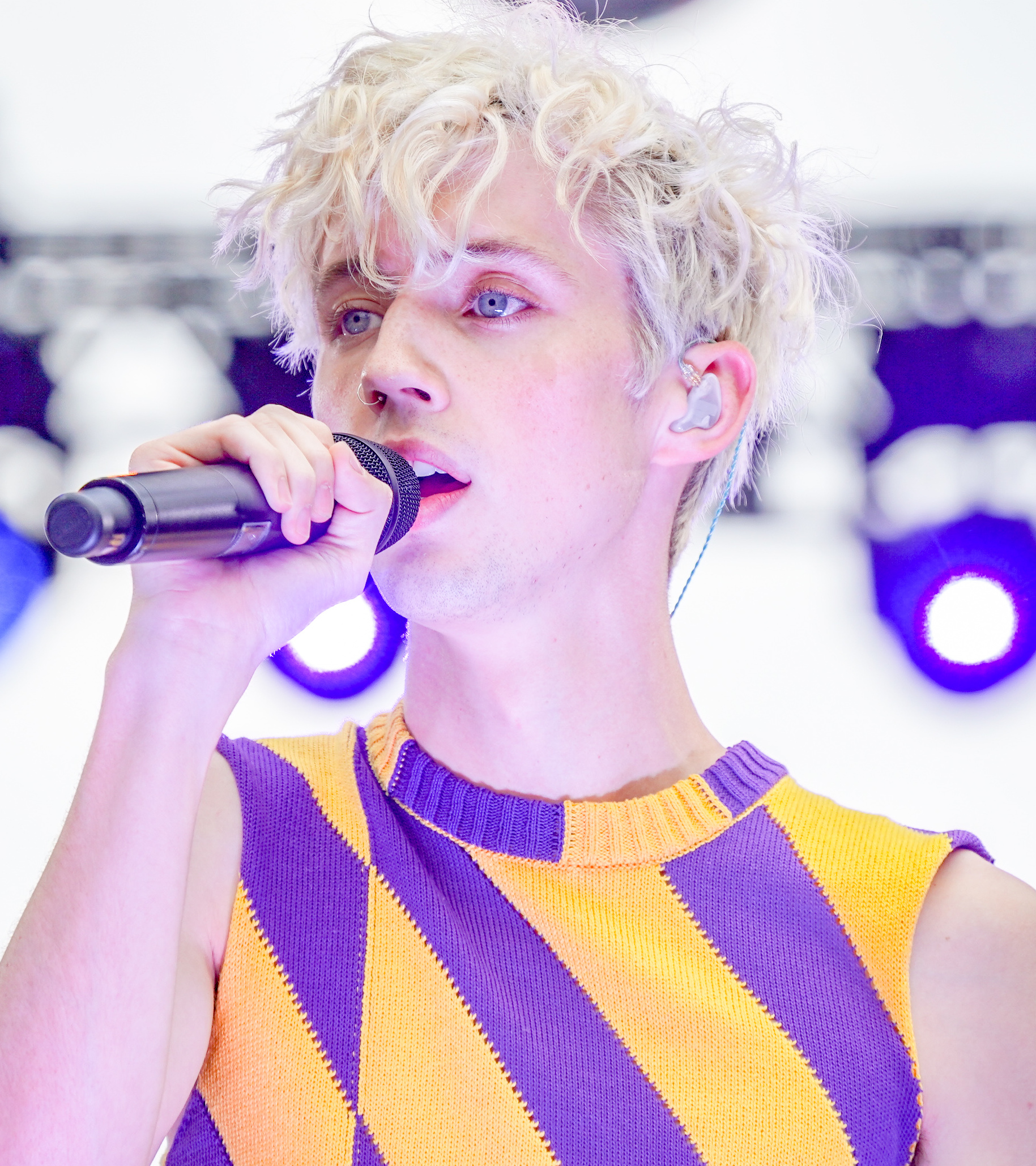
Bloom wurde von Troye Sivan gesungen

Bloom ist ein Song des australischen Sängers und Songwriters Troye Sivan. Es handelt sich um den Titelsong seines zweiten Albums. „Meine Güte, was hat das Spaß gemacht, dieses Lied zu schreiben“, sagte Sivan. „Bloom ist der sexuell eindeutigste Song des Albums, aber ich verkleide die Krassheit in reinen, unschuldigen Sprachbildern. Dazu kommt dann dieser glockenhelle Pop-Sound, der auch auf ein Katy-Perry-Album passen würde. Diese Kombination hat mich wirklich zum Kichern gebracht.“ In seinem Kern sei Bloom außerdem einfach ein Liebeslied, das von „zärtlichem und einvernehmlichem Sex zwischen zwei Jungs“ handelt.

## Veröffentlichung
Der Song erschien am 2. Mai 2018 und ist auch auf dem gleichnamigen Album enthalten, das am 31. August 2018 von EMI Australia und Capitol Records veröffentlicht wurde.

## Rezeption
Steffen Rüth von der Badischen Zeitung beschreibt Bloom als einen Mainstreampopsong über die Freuden des homosexuellen Geschlechtsverkehrs. Bloom, was im Deutschen am besten mit „erblühen“ zu übersetzen sei, klinge im Vergleich zu seinem jugendlich-verträumten Debüt Blue Neighbourhood (2015) klar kerniger.

### Chartplatzierungen
Einen Tag nach seiner Veröffentlichung stieg der Song auf Platz 8 in die American iTunes Charts ein. Zudem zog der Song in die iTunes Charts in Vereinigten Königreich, in Deutschland, Frankreich, Italien, Kanada, Spanien, Australien und Brasilien ein. Das gleichnamige Album stieg am 14. September 2018 auf Platz 4 in die Billboard 200 ein.
| ChartsChartplatzierungen | Höchstplatzierung | Wochen |
| ------------------------ | ----------------- | ------ |
| Australien (ARIA)        | 34 (3 Wo.)        | 3      |

### Auszeichnungen für Musikverkäufe
| Land/Region       | Auszeichnungen für Musikverkäufe (Land/Region, Auszeichnung, Verkäufe) | Verkäufe |
| ----------------- | ---------------------------------------------------------------------- | -------- |
| Australien (ARIA) | Platin                                                                 | 70.000   |
| Brasilien (PMB)   | Platin                                                                 | 60.000   |
| Insgesamt         | 2× Platin ·                                                            | 130.000  |